# Jarl Gilli
Gilli o Gilla fue un caudillo hiberno-nórdico del siglo XI y aparece como personaje histórico en algunas sagas nórdicas. Según la saga de Njál, Gilli era jarl vikingo de las Hébridas, residía en las isla de Coll y pagaba tributo a su cuñado Sigurd Hlodvirsson (Sigurðr), jarl de las Orcadas (m. 1014). La historiadora Barbara E. Crawford sugiere que Gilli controlaba una extensa área al sur de las Hébridas. La saga Orkneyinga, también cita la influencia de Sigurðr en la región del mar de Irlanda; aunque no menciona a Gilli expresamente. Durante este periodo de la historia, Sigurðr gobernó las islas septentrionales y es possible que también gobernase zonas del norte Escocia. Sigurðr también parece que participó en la batalla de Clontarf en 1014. más recientemente, Clare Downham, resalta que fue posible el tanteo de fuerza de Sigurðr en las Hébridas, como inciden las sagas, pero las fuentes contemporáneas ofrece muy poco crédito en el asunto. Bárbara Crawford señala que la parte del poder escandinavo en Escocia, que datan entre los años 975-1025, coincide con el momento en que posiblemente Sigurðr había extendido su poder en las Hébridas y como consecuencia de su derrota en Clontarf.
La saga de Njál menciona a Hvarflǫð como esposa de Gilli. El nombre, según el historiador Donnchadh Ó Corráin, es la forma en nórdico antiguo de un nombre raro en irlandés antiguo: Forbfhlaith, y el propio nombre de Gilli también se considera una versión gaélica. Posiblemente "Gilli" sea la mitad de un nombre, por ejemplo el rey Harald IV de Noruega se apodaba Haraldr Gille, y originalmente usaba el nombre Giolla Criost, que fue recortado en Noruega. En este contexto, el nombre completo gaélico de Gilli podría ser compuesto y equiparable a otras formas como Gillecolum, Gillepatrick, Gillechrist o cualquier otro nombre compuesto con el prefijo Giolla (que significa "servidor") + [nombre santo].
Existe la teoría que los señores gaélicos del siglo XII Fergus de Galloway y Somerled, pudieron ser descendientes de Gilli.

## Gilli y lasaga de Njál
La saga cita que el jarl Sigurðr envió a uno de sus huscarles, Kári Sölmundarson, a las Hebridas a cobrar el tributo del jarl Gilli. Años más tarde Kári y los hijos de Njáll Þorgeirsson, asediaron Anglesey y las Hébridas. Tras una exitosa incursión sobre Kintyre, se dirigieron al sur y asediaron Gales, a partir de ahí se dirigen a la isla de Man donde se enfrentan al rey de los maneses llamado Guðrøðr (posiblemente Gofraid mac Arailt), matando a su hijo Dungal, y consiguen un buen botín. Luego viajaron a Coll, donde fueron recibidos amablemente por Gilli y permaneció con él durante un tiempo. Gilli luego los acompañó de regreso a las Órcadas para satisfacer a Sigurðr. La siguiente primavera, Sigurðr concedió la mano de su hermana, Nereidi, a Gilli, y junto a los recién casados viajaron a las Islas Hébridas. En Yule, Gilli viaja otra vez a las Órcadas, invitado por su ahora cuñado, Sigurðr. Después de regresar a las islas Hébridas, en la primavera siguiente, Gilli tuvo un sueño en el que un hombre llamado Herfinnur procedente de Irlanda canta una canción sobre la muerte de Brian Boru. También aparece citado en la saga de Grettir.